# Emiliano Lojero
Leónides Emiliano Antonio Jesús Lojero Luna fue un militar mexicano que participó en la Revolución mexicana. Nació en Querétaro el 7 de agosto de 1845, siendo hijo de Eusebio Lujero y Francisca Luna; fue bautizado al día siguiente. Lojero evacuó con sus 1,800 hombres Torreón la madrugada del 15 de mayo de 1911 por el Cañón del Huarache ante la abrumadora superioridad numérica de los revolucionarios. En 1913 fue jefe de la 3a Zona Militar con sede en Nuevo León, haciendo prisioneros y enviando a la capital a Nicéforo Zambrano (quien era alcalde de Monterrey) Manuel Amaya y Alfredo Pérez, por considerarlos implicados en las luchas revolucionarias encabezadas por Venustiano Carranza.
Fue miembro del consejo de guerra que condenó a Maximiliano de Habsburgo. Falleció en la Ciudad de México el 12 de septiembre de 1923.